# 永安华溪蟹
永安华溪蟹（学名：Sinopotamon yonganense）为溪蟹科华溪蟹属的动物。在中国大陆，分布于福建等地，常见于淡水环境中。该物种的模式产地在福建永安。